# Life Is Killing Me
Life Is Killing Me is het zesde album van de Amerikaanse gothicmetalband Type O Negative. Het album is uitgebracht op 17 juni 2003. In Europa kwam het uit met een bonus-cd.

## Tracklist
| Nr. | Titel                               | Duur |
| --- | ----------------------------------- | ---- |
| 1.  | Thir13teen                          | 1:07 |
| 2.  | I Don't Wanna Be Me                 | 5:08 |
| 3.  | Less Than Zero (<0)                 | 5:25 |
| 4.  | Todd's Ship Gods (Above All Things) | 4:10 |
| 5.  | I Like Goils                        | 2:35 |
| 6.  | ...A Dish Best Served Coldly        | 7:13 |
| 7.  | How Could She?                      | 7:35 |
| 8.  | Life is Killing Me                  | 6:35 |
| 9.  | Nettie                              | 4:46 |
| 10. | (We Were) Electrocute               | 6:38 |
| 11. | IYDKMIGTHTKY (Gimme That)           | 6:20 |
| 12. | Angry Inch                          | 3:39 |
| 13. | Anesthesia                          | 6:41 |
| 14. | Drunk in Paris                      | 1:27 |
| 15. | The Dream is Dead                   | 5:07 |

### Bonus CD
| Nr. | Titel                                   | Duur  |
| --- | --------------------------------------- | ----- |
| 1.  | Out of the Fire (Kane's Theme)          | 3:24  |
| 2.  | Christian Woman                         | 4:27  |
| 3.  | Suspended in Dusk                       | 8:39  |
| 4.  | Blood & Fire (Out of the Ashes Mix)     | 4:36  |
| 5.  | Black Sabbath                           | 7:47  |
| 6.  | Cinnamon Girl (Extended Depression Mix) | 3:53  |
| 7.  | Haunted (Per Version)                   | 11:47 |